# لیسی (بازیگر)
لیسی (مالایالامی: ലിസ്സി؛ زادهٔ ۳ فوریهٔ ۱۹۶۷) یک هنرپیشه بالیوود اهل هند است.
از فیلم‌ها یا برنامه‌های تلویزیونی که وی در آن نقش داشته‌است می‌توان به اخبار، ۱ آگوست و بستنی اشاره کرد.